# Druk

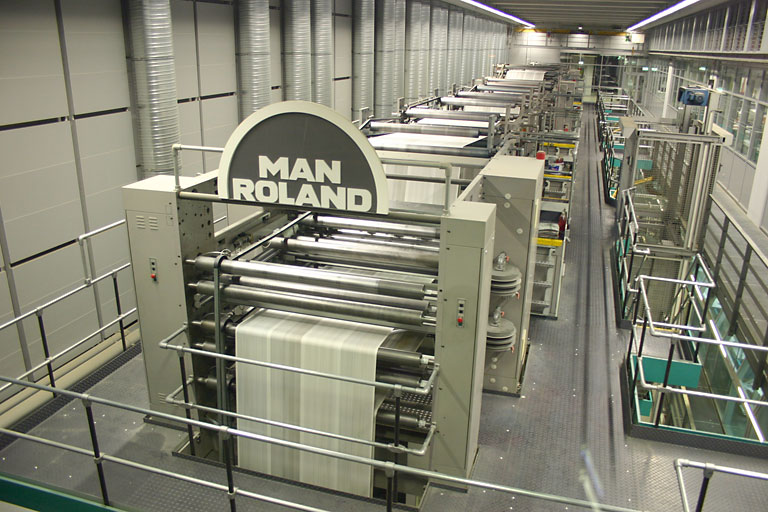
Współczesna drukarnia gazetowa

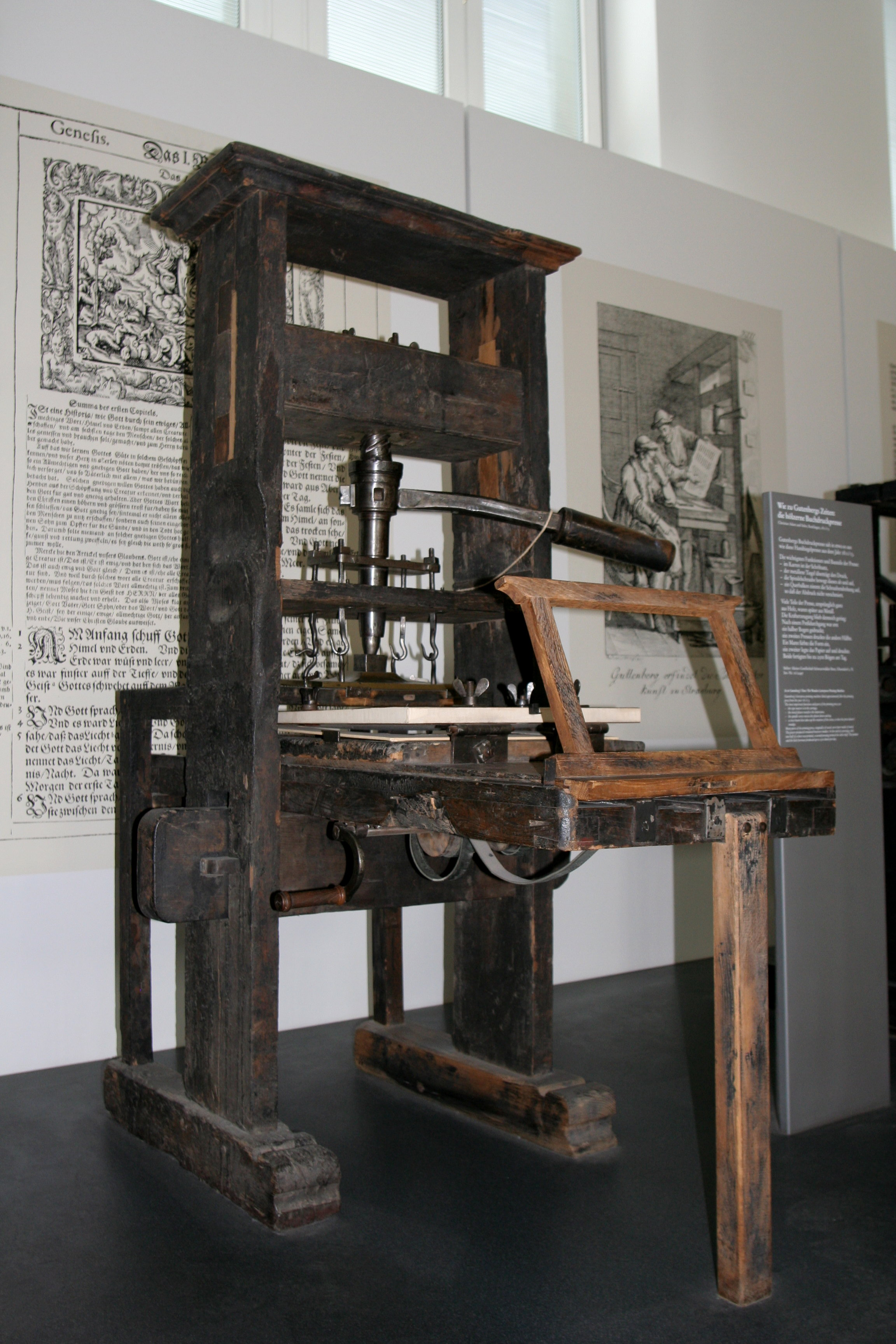
Prasa drukarska z 1811 roku

Druk (niem. Druck ‘nacisk’) – wielokrotne odbicie obrazu z formy drukowej na podłoże drukowe (np. na papier drukowy). Potocznie nazywana drukiem jest również każda kopia, czyli odbitka drukowa.
Za druk uważa się również rozmaite techniki powielania tekstu i grafiki zarówno metodami tradycyjnymi, z użyciem maszyn drukarskich, jak i nowoczesnymi metodami komputerowymi z użyciem komputerowych urządzeń peryferyjnych, jak drukarki, plotery itp. – choć poprawnie tego rodzaju odbitki powinno nazywać się wydrukami.

## Techniki druku

### Przemysłowe techniki druku
Podział według normy ISO 12637-1:
- bezfarbowe
  - fotochemiczne: halogenkami srebra, diazoniowe
  - termochemiczne: bezpośrednie termiczne
  - elektrochemiczne: wyładowaniami iskrowymi
- bezformowe
  - ink-jet: ciągły, kropla na żądanie
  - termotransferowe: z nośnikiem woskowym, termosublimacyjne
  - elektrostatyczne (zob. druk cyfrowy): elektrograficzne, elektrofotograficzne, strumieniem elektronów, magnetograficzne
- z formą
  - druk wypukły: fleksograficzne, typograficzne, typooffsetowe
  - druk płaski: litograficzne, offsetowe
  - druk wklęsły: rotograwiurowe, wklęsłolinijne, tamponowe
  - druk farboprzenikalny: sitodrukowe, risograficzne

### Artystyczne techniki druku
Ze względu na artystyczne techniki druku, czyli grafikę warsztatową druk można podzielić na
- druk wypukły[2]
  - drzeworyt
  - gipsoryt
  - linoryt
- druk płaski[2]
  - litografia
  - monotypia
- druk wklęsły[2]
  - akwaforta
  - akwatinta
  - mezzotinta
  - miedzioryt
  - staloryt
  - sucha igła
- druk sitowy
  - serigrafia

## Inne podziały druku
Druk można dzielić ze względu na różne jego aspekty.

### Ze względu na postać podłoża
- druk arkuszowy (podłoże drukowe w postaci arkuszy)
- druk zwojowy (podłoże drukowe w postaci roli)

### Ze względu na zadruk podłoża drukowego
- druk jednostronny (zadruk z jednej strony podłoża drukowego)
- druk dwustronny (obustronny zadruk podłoża drukowego)

### Ze względu na sposób przenoszenia obrazu
Podział ten jest stosowany w analogowych technikach poligraficznych
- druk bezpośredni (forma drukowa stykając się z podłożem przenosi obraz)
- druk pośredni (forma drukowa przekazuje obraz na element pośredni, np. gumę, a ten przekazuje go na podłoże drukowe)

### Ze względu na efekt barwny na podłożu drukowym
- druk jednobarwny (druk jednym kolorem farby)
- druk wielokolorowy (druk więcej niż jednym kolorem farby; dana barwa wraz ze swymi odcieniami jest efektem druku konkretną farbą użytą w druku)
- druk wielobarwny (druk zasadniczo farbami procesowymi; dana barwa może być efektem udziału wszystkich farb procesowych, takie rozwiązanie pozwala uzyskać szeroką gamę barw)

### Ze względu na przeznaczenie
- akcydensy[5]
- broszury[6] i książki
- czasopisma
- opakowania
- wizytówki